# Gabriela Medeiros
Gabriela Medeiros (São Paulo, 11 de julio de 2001) es una actriz brasileña. Es conocida por ser parte del elenco del remake de la telenovela Renascer, con el personaje Buba.

## Biografía
Gabriela, nacida en São Paulo, comenzó su carrera en el teatro a los 14 años. Antes de emprender una carrera artística, completó una licenciatura en Psicología y también trabajó en el mercado financiero, pero siguió su sueño de ser actriz.

### Vida personal
Gabriela es una mujer transgénero, habiendo pasado por el proceso de transición de género a los 18 años. Dijo en entrevista que desde niña siempre supo cuál era su identidad, y que esta no representaba la imagen que veía reflejada en el espejo. A los 18 años inició el proceso de reasignación sexual; como sabía que no contaría con el apoyo de su familia, hizo todo sola. Cuando comunicó su decisión a su familia, no sufrió una desaprobación abierta ni la amenaza de expulsión de su casa, pero ellos se distanciaron de ella. Dice, sin embargo, que todo lo que pasó valió la pena, cuando compró por primera vez la ropa que siempre había querido usar: "me sentí liberada y finalmente de acuerdo conmigo misma", declaró.

## Carrera artística
En su debut en telenovelas y televisión, la actriz formó parte del elenco de la serie Vicky e a Musa, transmitida por Globoplay en 2023. Su personaje, Dani, actuó junto a los actores João Guilherme y Nicolas Prattes.
En 2024, participó de su primera telenovela como Buba, papel destacado anteriormente interpretado por Maria Luísa Mendonça, en Renascer, telenovela de las nueve de TV Globo. En el remake de la trama de 1993, Buba es una mujer trans, licenciada en psicología, que se involucra con José Venâncio (Rodrigo Simas), hijo del protagonista José Inocêncio (Marcos Palmeira), y decide adoptar al hijo de la chica callejera Teca (Lívia Silva).
En junio de 2024, comentó que le gustaría formar parte del elenco de la próxima telenovela de las 18 horas de la Rede Globo, A Garota do Momento, ambientada en los años 1950. La obra sería un homenaje a la abuela de la actriz, Irene, que tiene 86 años.

## Filmografía

### Televisión
| Año  | Título         | Personaje               | Notas |
| ---- | -------------- | ----------------------- | ----- |
| 2023 | Vicky e a Musa | Daniela (Dani)          |       |
| 2024 | Renascer       | Isabela Carvalho (Buba) |       |